# Statuia „Arcașul” din Constanța
Statuia „Arcașul” este un monument istoric situat în municipiul Constanța. Figurează pe noua listă a monumentelor istorice sub codul LMI: CT-III-m-B-02921.

## Istoric și trăsături
Statuia „Arcașul” este amplasată pe faleza Cazinoului, în zona bulevardului Elisabeta colț cu str. Arhiepiscopiei. Autor este sculptorul Ion Jalea în anul 1961.

## Imagini